# Укили (Абайская область)
Укили (каз. Үкілі, до 1992 г. — Перьятинка) — село в Жарминском районе Абайской области Казахстана. Входит в состав Божегурского сельского округа. Код КАТО — 634439300.

## Население
В 1999 году население села составляло 292 человека (145 мужчин и 147 женщин). По данным переписи 2009 года, в селе проживал 221 человек (115 мужчин и 106 женщин).

## Уроженцы
И. И. Варепа - Герой Советского Союза